# Tanatopraxia
La tanatopraxia (del griego θάνατος ‘muerte’ y πράξις ‘acción’) es el conjunto de prácticas que se realizan sobre un cadáver desarrollando y aplicando métodos tanto para su higienización, conservación, embalsamamiento, restauración, reconstrucción y cuidado estético del cadáver, como para el soporte de su presentación.
El proceso se realiza de acuerdo con las normas higiénico-sanitarias realizando las extracciones que formalmente se le soliciten, respetando los diferentes ritos religiosos y manejando las técnicas y habilidades en relación. La persona tanatopractora es aquella calificada para desarrollar las técnicas utilizadas en la tanatopraxia.

## Historia

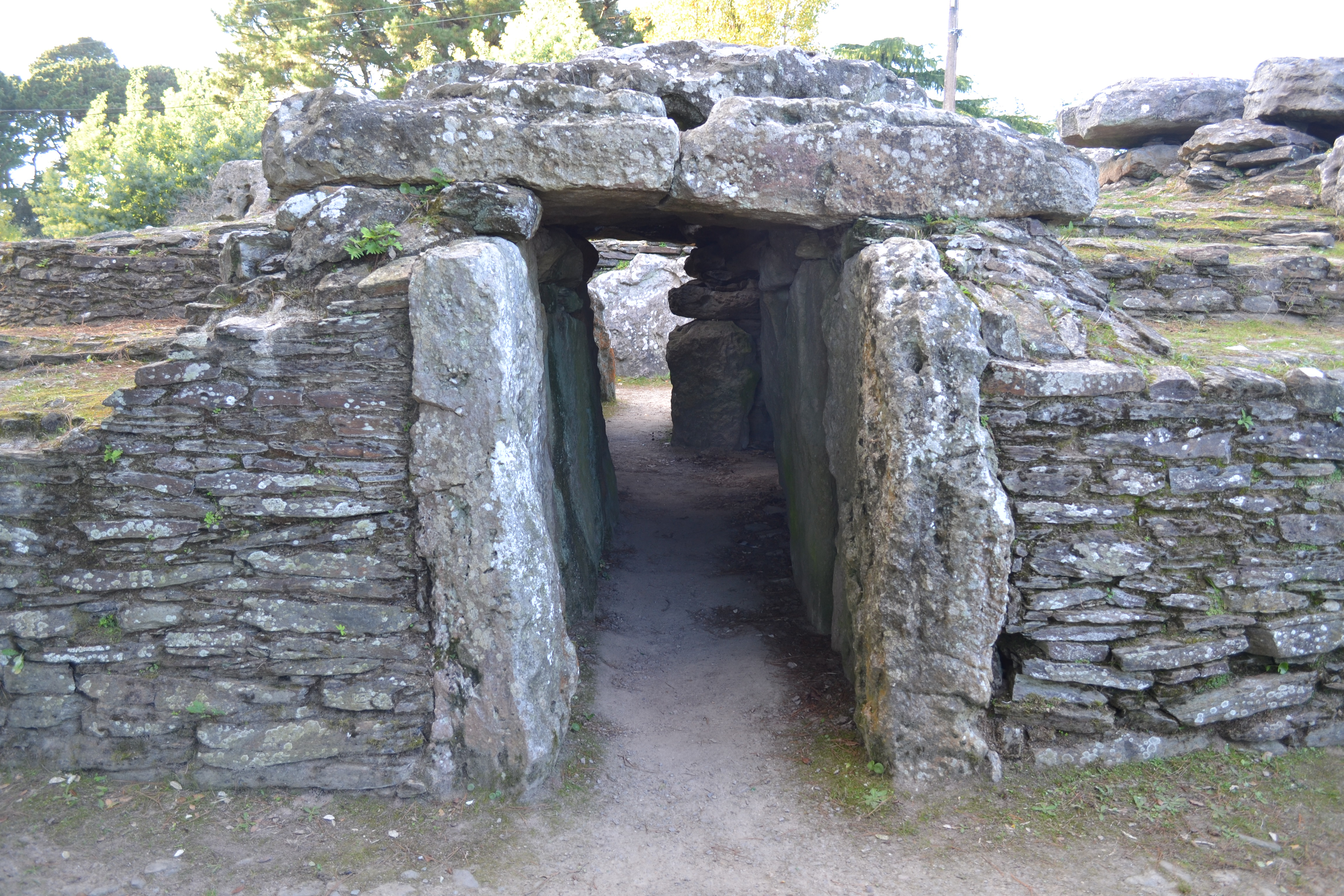
Túmulo neolítico de Mousseaux en Francia

El ritual funerario ha sido y es uno de los exponentes del nivel cultural y grado de desarrollo social, de las ideas filosóficas e inquietudes metafísicas de una comunidad. En una ojeada por diversos focos de culturas, podemos apreciar las relaciones entre grado de cultura y los ritos póstumos. Puede diferenciarse dos organizaciones socioculturales elementales:
- La de los pueblos nómadas en continuo cambio de residencia, estructura social rudimentaria, pobres de ideario, y la de los pueblos sedentarios, cuyo sedentarismo precisamente crea el necesario reposo para desarrollar una cultura y una filosofía de mayor nivel, con desarrollo también más elevado. En los nómadas, el tratamiento dado al cadáver solía ser el abandono, jalonando rutas migratorias, o en el caso de jefes importantes, la sepultura y algún tímido intento de conservación como el embadurnamiento exterior con aceites o esencias, más bien como rito que como idea de conservación.
- En cambio, en las sociedades sedentarias, los ritos son más complicados, se erigen túmulos y tumbas, se hacen conservaciones en muchos casos cumpliendo sus creencias religiosas.

Resumen dividido en eras o períodos:
1. Un período prehistórico general.
2. Un período de pueblos primitivos en el albor de la Historia.
3. Un período de las antiguas culturas y las civilizaciones clásicas.
4. Un período oscuro, medieval.
5. Un último período, desde el Renacimiento, decisivo a raíz del descubrimiento de la circulación y de los progresos técnicos actuales, obteniéndose unos resultados en la conservación, sumamente perfeccionados.

### Prehistoria
En la prehistoria llama la atención, que en lugares de diversos orígenes y muy alejados entre sí, existe el propósito de conservar los cadáveres en las más variadas culturas.
La idea de la continuidad de la vida eterna en otra vida más allá es la que ha impulsado el progreso de las técnicas de conservación. Las ideas religiosas establecían que el cuerpo era necesario para el alma, (o el espíritu del muerto), pudiera gozar de la otra vida, naciendo con ello la necesidad de que el cuerpo fuese conservado.
En la Prehistoria propiamente dicha, al menos no se han encontrado en las momias restos de sustancias conservantes, (aunque algunas momias llevaban envolturas y vendas de lino), sino que más bien se trataba de procesos de momificación natural, por agentes físicos atmosféricos, naturaleza de los terrenos (porosos y secos, con sustancias salinas, o aires muy secos y cálidos, o bien temperatura ambiente muy fría, etc., como en unas momias encontradas en Dinamarca, que datan de unos 8000 años A.C.
Los restos momificados del Neolítico que se han encontrado embadurnados con una pasta encarnada, se piensa que más que conservación, se trataba de intentos de purificación ritual del cadáver. De estas épocas, existen hallazgos de inhumaciones con sus armas y utensilios (para servirse en la otra vida), en posición de cúbito lateral, otras en posición fetal o sentados, otros en círculo; y otros incluso dentro de vasijas de cerámica, o en cajas de piedra.
En poblados palafíticos, se han encontrado momias envueltas en tramas de tejido o envueltas en papiro empapadas en sustancias resinosas, habiéndose favorecido el proceso de momificación por el ambiente húmedo, por la transformación grasa o adipocira, propia de los terrenos pantanosos.
Las ideas animistas, aparecidas en estos pueblos posteriormente, adjudican a todo lo que les rodea, sea persona, vegetal o animal, un espíritu que puede ser bueno o malo y a los cuales hay que tener contentos y no ejerzan influencia maligna, siendo esta una idea básica que impulsa al hombre a efectuar la conservación, que realiza con los burdos procedimientos de que dispone, para contentar al “tótem”, y así realizaban:
- Colocación en plataformas y desecación (pieles rojas y parsis).
- Momificación por ahumado con resinas, previa desecación por calor, como los primitivos de Nueva Guinea.
- Embadurnamiento con aceites y ceras, como los precolombinos.
- Colocación en cuevas secas y frías (incas).
- Extracción de vísceras y relleno con paja, piedra pómez molida o resinas, como los guanches.

### Sociedades primitivas
En las sociedades más primitivas, se efectuaba:
- El abandono fuera del poblado (algunas tribus africanas).
- La inmersión, incluso con su barco (Oceanía y antiguos nórdicos)
- La cremación, reservada a los señores de la tribu: Arios de Asia.
- El descarnamiento, para hacer amuletos (África y Oceanía).
- El canibalismo, para aprovechar las virtudes del difunto.

### Antiguas culturas históricas
En las antiguas culturas históricas, la religión ejercía una gran influencia, lo que explica la extensión y perfección que llegaron a alcanzar los embalsamamientos.

#### Sumerios
Los sumerios, en Asia occidental, 5000 años a. C. que gozaban de una civilización muy importante para aquella época, nos han dejado en Ur, en la antigua Caldea, las tumbas reales, con enormes tesoros, principalmente la de la reina Shundart. Igualmente, se han encontrado tumbas reales en el territorio de Asia menor, ocupado por los tertesios, que datan de 3500 años a. C. Usaban una escritura jeroglífica de 560 signos. Estas momias estaban embalsamadas con aceites, perfumes, esencias vegetales, mirra, azafrán, etc., previa evisceración, envolviendo después el cuerpo con gasas. Indudablemente, esto influyó en los rituales faraónicos posteriormente.

#### Colonias norteafricanas
Las colonias norteafricanas, como Cartago, empleaban técnicas de embalsamamiento y sarcófagos, similares a los de los egipcios, poniendo el nombre del difunto a la cabecera del mismo, para que el alma no tuviese dificultad en encontrar su cuerpo.

#### Judíos
Entre los antiguos judíos, no se efectuaban embalsamamientos. Únicamente lavaban los cadáveres y los aromatizaban y envolvían en una mortaja fajándoles brazos y piernas, previa unción con mirra y áloes, así como hierbas diversas, pero más como ritual que como idea de conservación.

#### Persas
Los persas utilizaban la cera, recubriendo totalmente el cadáver.

#### Etíopes
Los etíopes lo hacían con goma transparente.

#### Griegos prehelénicos
Los griegos prehelénicos no usaban la conservación, sino la cremación, aunque en el caso de Alejandro Magno, su cuerpo fue conservado en miel, así como el de Argesialo. Y a veces, copiando a los persas, envolvían el cuerpo con cera. Si conservaban el cadáver era por disponer de más tiempo para rendir honras fúnebres, o para trasladarlo.

#### Romanos
Los antiguos romanos tenían muchos puntos de contacto con los griegos. Los Patricios lavaban el cadáver, lo perfumaban, lo vestían con sus galas y eran expuestos en el camino, para que los amigos pudieran verlos y despedirse de ellos. En la época de la República se ordenó la cremación y las cenizas se colocaban en columbarios.
Era tal el galimatías religioso en Roma, según las castas sociales, e incluso dentro de una misma familia, que cada uno tenía sus dioses y cada uno rendía honras fúnebres de distinta manera.

#### Pueblos euroasiáticos
En los pueblos euroasiáticos, los ocupantes de las llanuras de Asia Central, embalsamaban a sus reyes, como los escitas, rellenando sus cavidades con plantas aromáticas, azafrán, incienso y enebro, cosiéndolo y recubriéndolo con cera. A los lacayos, que enterraban con el rey, los rellenaban de paja, así como a los caballos, como se han encontrado en los Kurganes (enterramientos esteparios).
En Altái, en tumbas que datan de muchos siglos antes de Cristo, se ha podido constatar una conservación con embalsamamiento trepanando y vaciando el cráneo y relleno de sustancias aromáticas vegetales, reponiendo el hueso, cosiendo la piel con pelo de caballo o camello. Evisceraban las cavidades por cortes longitudinales y descarnaban todo lo posible, porque pensaban que para la resurrección sólo eran precisos los huesos y la piel, cosiendo luego por planos.
En las civilizaciones clásicas, culturas mediterráneas, culturas asiáticas y la América precolombina, el nivel sociocultural era muy superior. Sobre todo en Egipto, y dentro del país, las ciudades costeras, el nivel cultural fue extraordinario, en costumbres, modas, artículos de uso, intercambios comerciales, hábitos religiosos, etc. Existía el censo de población, e incluso la declaración de la renta, el contrato y su registro, etc.

#### Egipto
Egipto carecía de arbolado, la madera era materia preciosa, que en un principio requería guerras para conseguirla (hasta que el desarrollo del comercio en el delta la hizo menos costosa). Por eso, los egipcios fueron los mejores constructores en piedra, los mejores canteros que jamás hayan existido. Las grandes construcciones rectas o escalonadas, templos y edificios públicos, palacios, etc., eran solemnes y monumentales.
La religión daba sentido a todos los actos de la vida egipcia, infundía a las gentes la noción del deber, engendraba manifestaciones artísticas y justificaba la potencia real. Así concebida, la vida de los egipcios alcanzó un alto nivel intelectual.
Todo el ritual religioso-funerario se inspiraba en el mito de Osiris, dios del agua (más preciada que el oro), de las inundaciones, de la Vegetación y de la vida (terrenal y la del más allá), de la resurrección, porque Osiris fue asesinado por su hermano Seeth, siendo resucitado por el amor de su esposa Isis y vengado por su hijo Horus, y acompañó después al gran Dios creador Ra, participando también de su poder creador.
Y así, todos los egipcios querían seguir el mismo camino y resucitar también como Osiris. El medio para conseguirlo es que el principio vital que ellos admitían (Ka), pudiera unirse al cuerpo (conservado para ello) volviendo a construirse una personalidad consciente, un alma: el BAA (KA + cuerpo = Baa). Y como así continuaba la vida en el más allá, se hacían las ofrendas al difunto, de todas las clases, incluso de sus animales domésticos.
Una de las causas de la caída del Antiguo Imperio fue que el pueblo exigió el embalsamamiento para poder gozar en la otra vida, cosa que hasta entonces estaba reservada a reyes y magnates, sacerdotes, etc., lo que produjo verdaderas revoluciones y luchas internas. Al fin lo consiguieron, pero como el embalsamamiento era caro, los pobres siguieron como antes.

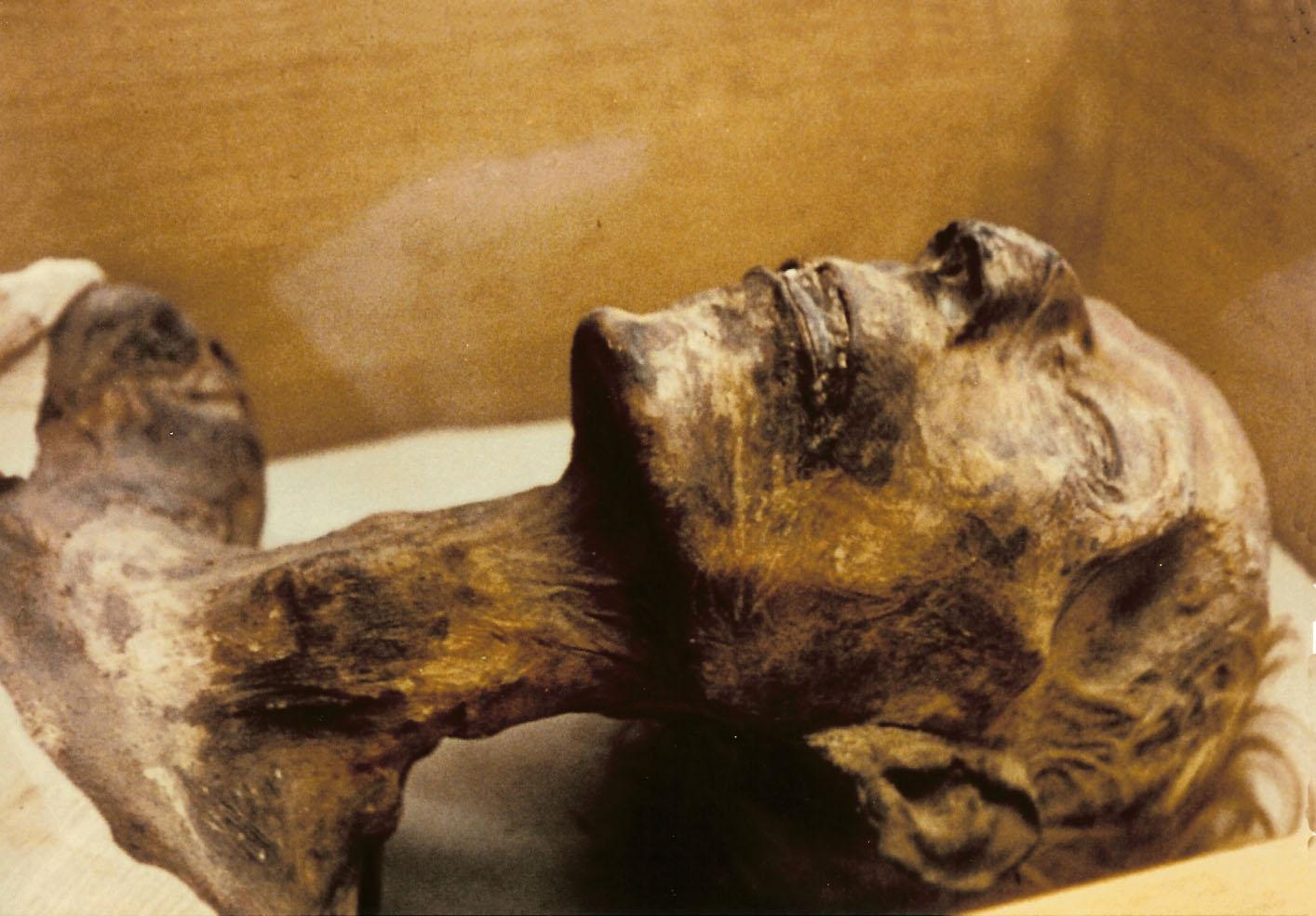
Momia de Ramsés II

Se trataba de una conservación permanente, en la que desarrollaban gran arte y habilidad, habiéndose descubierto momias, como la de Ramses II, Seti o Sesostris, que mantenían la misma forma y volumen, e incluso las cejas y únicamente cierta desecación de las facciones. Había verdaderos especialistas, de varias categorías, maestros y oficiales con sus peones, tanto para la conservación general, sino también especializados en la de ciertas partes: vísceras, cabeza, tórax, etc.
El embalsamamiento era de diversas categorías; había de pagarse por adelantado, e incluso había pólizas de seguro para momificar, que en vida se iban pagando poco a poco. Las operaciones se efectuaban en la Casa de los Muertos. En el embalsamamiento más caro, de primera clase, se repetían las oraciones durante los trabajos, las mismas que Horus, Anubis, Tot y otros dioses habían pronunciado durante el embalsamamiento de Osiris, lo cual daba mucha garantía para encontrar la felicidad.
Sumergían el cadáver treinta días en un baño de natrón (carbonato de sosa) y sal, para lixiviación (lixium = lejía), lo sacaban, lo colocaban orientándolo cabeza al sur y extraían cerebro y cerebelo con ganchos, previa rotura del techo nasal, fracturando el etmoides y esfenoides. Extraían vísceras torazo-abdominales, por medio de incisiones longitudinales en un costado del cadáver. Rellenaban las cavidades (tronco y cabeza), con mirra, casia resinas aromáticas diversas, así como aceites. El incienso estaba prohibido. Se cosían las aberturas y todo ello se hacía rezando plegarias y recitando fórmulas religiosas. Sumergían de nuevo el cadáver en un baño de natrón con sal, durante sesenta días, en cisternas especiales. Cada día era vaciada la cisterna que acababa el plaza, volviendo a llenarlo con los recién llegados.

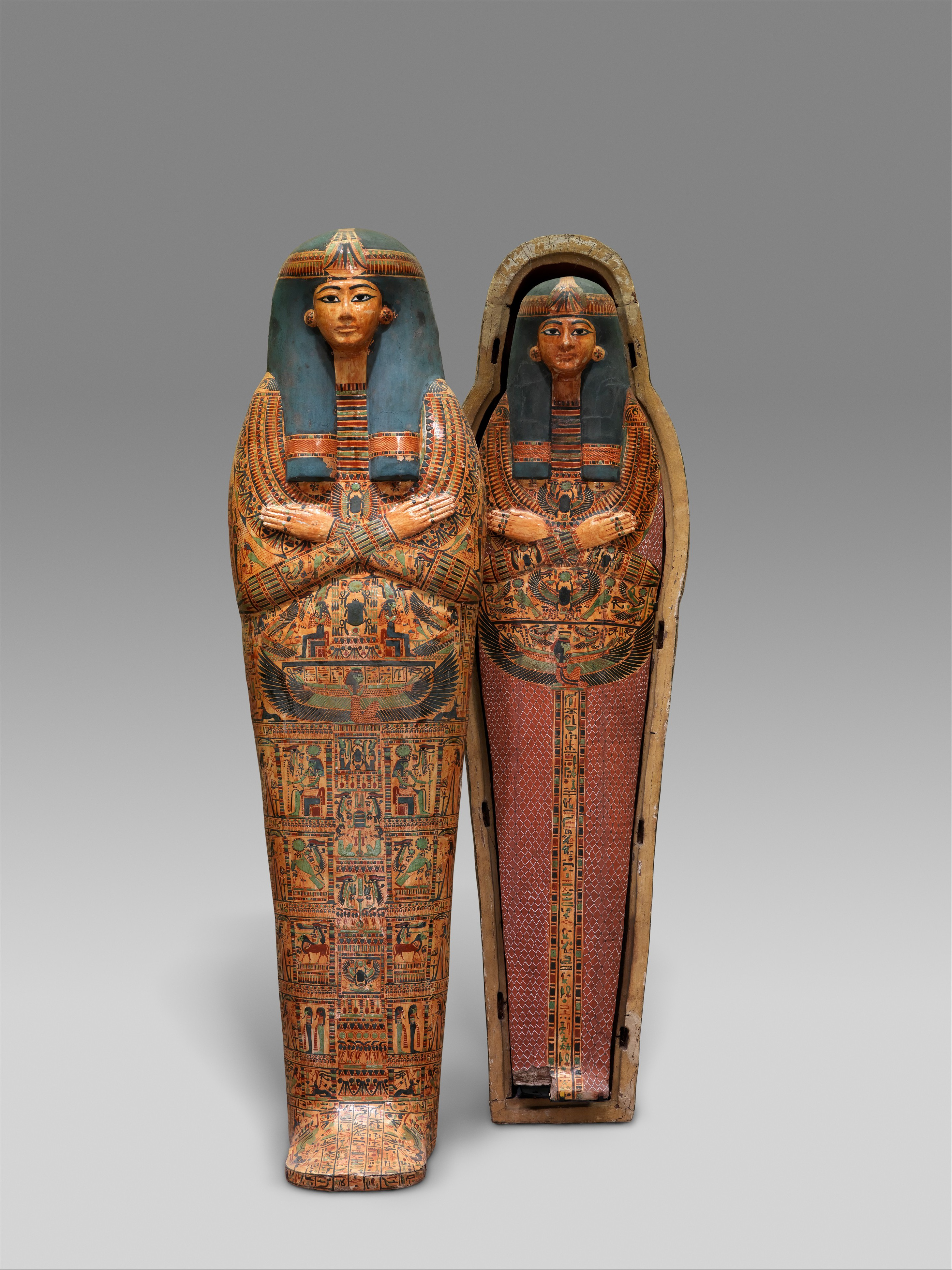
Sarcófago egipcio exterior e interior

El cuerpo salía con una pérdida extraordinaria de masa muscular y grasa. Secaban el cuerpo, rellenaban el vientre con serrín de madera empapado en esencias aromáticas y embadurnaban la piel con resinas, aceite de cedro y esencia de cinamomo. Vendaban cruzando los brazos y juntando las piernas, completamente, con vendas en goma o betún (de ahí deriva momia), consagrando cada venda a una divinidad, espolvoreando al mismo tiempo con pedacitos de natrón, con hierbas olorosas y aceite de palma, poniendo anillos y el escarabajo sagrado. Y entre las vueltas ponían hojas de papiro con copias de pasajes del Libro de los Muertos, mientras el sacerdote rezaba la plegaria adecuada y al final daba instrucciones al oído, para que recorriese bien el camino hasta Osiris.

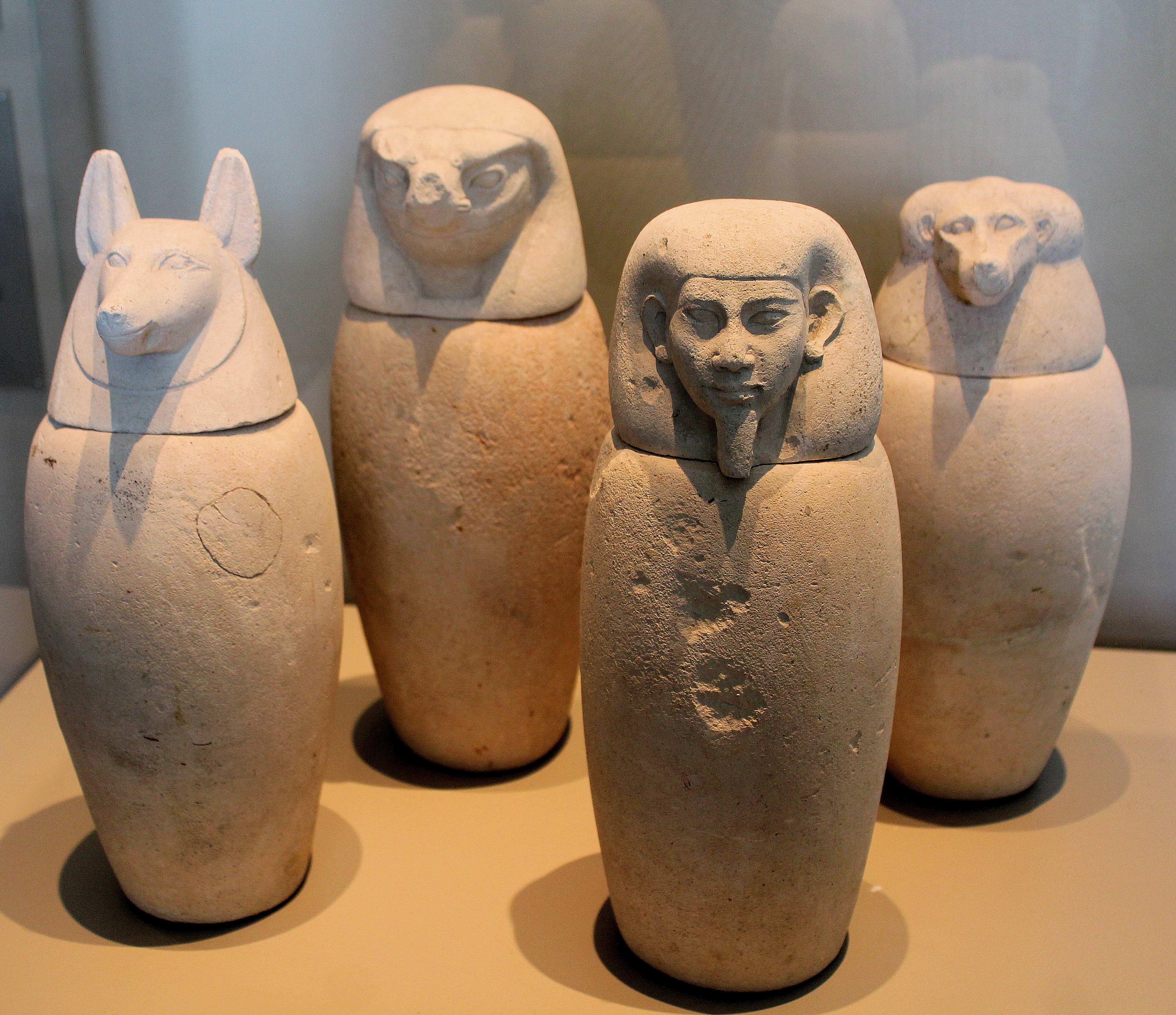
Vasos canopos

Las vísceras se ponían en los Canopi o vasijas, junto al cadáver, en el sarcófago, con el Libro de los Muertos que le servía de guía. El sarcófago era doble y en la cubierta superior, tenía la imagen del difunto, sonriente y feliz, reflejando la dicha que se conseguía en el otro mundo con esta versión de lujo.
En la segunda categoría, más barata, después del primer baño se disolvían las vísceras por medio de aceites especiales, se taponaban todas las cavidades y orificios naturales, secado, vendaje, etc., y en la tercera categoría, la más barata, se empleaban múltiples lavativas de agua salada (salmuera); lo adobaban en natrón treinta días solamente, secado y vendado, sin sarcófago, enterrándole de pie en huecos del terreno próximo. Se embalsamaban animales considerados divinos, que se colocaban en las tumbas, e incluso había cementerios para cada clase de animal.

#### Imperio Bizantino
En el Imperio bizantino, se sustituyeron las esculturas de los sarcófagos, por la pintura del rostro, un retrato del difunto. Estas iconografías eran verdaderas obras de arte policromado.

### Edad Media
En la Edad Media se llega a practicar conservaciones, pero no en forma habitual, sino a reyes o magnates eviscerando y rellenando cavidades con resinas, al método clásico, imitando burdamente las prácticas egipcias y sin la dedicación y esmero que ponían aquellos maestros.

### Edad Moderna o actual
En la época moderna o actual, que establecemos un poco arbitrariamente, desde el Renacimiento hasta hoy, el progreso humano se lanza y no podemos establecer unos límites y una comparación como en las antiguas culturas. La conservación cadavérica pierde el carácter meramente religioso, preparatorio para la vida del más allá, adoptando un carácter social, político, cultural o científico, aparte como es natural del motivo familiar. Existen también razones de Higiene preventiva, como retraso en inhumaciones, traslados, etc.
Ya las fricciones, bálsamos, ungüentos, resinas, etc.. ni las fórmulas celosamente guardadas y transmitidas por los profesionales de una generación a otra, se emplean. La impregnación con bálsamos, origen del embalsamamiento, se deja de usar, entrándose en período propiamente dicho de la conservación, aunque por costumbre sigamos empleando este término, embalsamamiento, cuando nos referimos a conservaciones de larga o indefinida duración.
El empleo de sustancias químicas introducidas en la circulación por una corriente intravascular, similar a la que el propio organismo utiliza en vida, es el sistema usado, con diversas variantes, por medio de esas sustancias, de elevado poder fijador de la materia orgánica, sin alterar las relaciones de los órganos ni su aspecto macroscópico normal.
- Los descubrimientos de Harvey y Servet fueron decisivos.
- Ruych, en Holanda, empleaba parafina y cinabrio, creó un museo de piezas anatómicas. Se hacen museos de anatomía.
- Guibert, que publicó un tratado, empleaba sal, vinagre, oropimente y cinabrio. Pérez Fadrique publicó otro libro sobre lo mismo.
- Swadermann, empleaba el baño previo a la inyección.
- Debils, empleaba mezclas alcohólicas y vinagre.
- Chaissier, empleaba la evisceración, siguiendo el empleo de sublimado, con quina, vinagre y alcohol (usando este procedimiento con el cadáver de Luis XVIII) embadurnándolo después con una mezcla de estoraque, copaiba, aceite de lavanda y tomillo.

El formol, cuya solución al 40% (formalina), fue el logro más importante para obtener una conservación más racionada y científica, pudiendo considerar a Hunter como el primero que logró hacerlo científicamente y racionalmente, ya que las propiedades de este cuerpo lo hacen ideal para estas técnicas.
Se emplean múltiples fórmulas, en diversas mezclas, pero que son muy similares, según los métodos, pero siempre sus componentes responden al común denominador de ser antisépticas, deshidratantes y astringentes.
- Métodos de conservación temporal, de corto plazo, por impregnación transcutánea como el método Aeternitas; o bien el llamado vitamorsita, por aplicación intramuscular de una fórmula patentada.
- Los modernos métodos de tanatopraxia, que permiten restauraciones y acondicionamiento con una fidelidad y garantía extraordinaria y similar al aspecto en vida.

En 1964 se hizo un esbozo para el estudio y aplicación de la energía nuclear en la conservación cadavérica. El uso de los isótopos radioactivos se ha generalizado en agricultura, medicina, bioquímica, higiene pública, etc. Los procedimientos de esterilización y pasteurización de alimentos, para su conservación, se han realizado empleando una fuente radioactiva de cobalto-60, con emisión de rayos gamma, para la prevención de enfermedades transmisibles por alimentos. Y también en sanidad pública, irradiando cadáveres de animales muertos de enfermedades epidémicas fácilmente transmisibles. En este caso, por la acción de la fuente radioactiva, en las dosis variables según se quiera una conservación temporal o a un plazo indefinido, se impiden los procesos putrefactivos y se consigue una conservación eficaz de la máxima garantía.
En Estados Unidos se han ensayado procedimientos de este tipo, con una sola fuente radioactiva, cerca de la cual se hace el pase del cuerpo (cadáver) las veces que se requieran; o bien por medio de pequeñas fuentes que se distribuyen por las paredes de una pequeña cámara. El cobalto-60, puede adquirirse en ciertos países, a poca concentración, a precios muy módicos. Su empleo en procedimientos de conservación, tiene hasta ahora un pequeño inconveniente: Que el cadáver se matiza de un tinte violáceo, que le hace “poco presentable”.

## Prácticas tanatológicas modernas
La tanatopraxia comprende muchas técnicas, tratamientos o prácticas que se realizan sobre un cadáver para lograr su desinfección higiénico-sanitaria, su conservación temporal y la presentación de un aspecto lo más natural posible del mismo.
Estas prácticas pueden ser sencillas y comunes, como el cerrado de ojos y boca, o complejas como el embalsamado.
Entre las diferentes técnicas podemos nombrar :
- Cerrado de ojos y boca.
- Realzado de facciones.
- Reducción de inflamaciones.
- Tratamiento de decoloraciones.
- Reducción de fracturas.
- Embalsamado.
- Maquillaje.
- Peluquería.
- Reparación de tejidos blandos.
- Reconstrucciones óseas.
- Restauración capilar.
- Cirugía sub-tisular.
- Modelado de características faciales.
- Arreglos dentales.
- Reversión de efectos de determinadas patologías.
- Tratamiento de todo tipo de lesiones (abrasiones, laceraciones, quemaduras, traumas cerrados, úlceras, etc.).
- Tratamiento de efectos de los procesos cadavéricos (olor, descamación, descomposición, etc.).
- Tratamientos específicos para donantes de tejidos y órganos.
- Tratamiento de cadáveres autopsiados.

## Fases
En general, el proceso de tanatopraxia que atraviesa un cadáver suele seguir las siguientes fases, aunque dependiendo de muchos factores (creencias religiosas, necesidades higiénico-sanitarias, legislación), éstas pueden variar.
1. Lavado del cuerpo.
2. Cerrado de ojos y boca.
3. Elección de vasos sanguíneos y puntos de incisión.
4. Selección de químicos de embalsamado.
5. Inyección de químicos y monitorización del proceso.
6. Sutura de incisiones.
7. Lavado del cuerpo de nuevo.
8. Aplicación de técnicas post-embalsamado.
9. Aplicación de cosméticos y peluquería.
10. Vestido del cuerpo.
11. Enferetrado.
12. Presentación final.

### Lavado del cuerpo
El lavado del cadáver es imprescindible como primer paso para la adecuada higienización del mismo, y es también una fase muy importante para muchos rituales religiosos [cita requerida].
Por lo general el lavado inicial del cadáver se lleva a cabo utilizando agua, jabón y champú, sobre la mesa de tanatopraxia.
El lavado permite al tanatopractor visualizar mejor las condiciones del cadáver de cara a poder planificar y evaluar las técnicas que llevará a cabo más adelante.
Tras este lavado inicial, se seca el cuerpo con toallas limpias o papel para evitar que quede húmedo.

### Cerrado de ojos y boca
En casi todas las culturas se cierra los ojos a los cadáveres.[cita requerida]
Los cadáveres se deshidratan rápidamente y los ojos pueden presentar patologías post mortem como la mancha negra esclerótica o el síndrome de Stenon-Louis, que no resultan agradables para la presentación del mismo a los familiares, y que quedan debidamente disimulados al estar los ojos cerrados.

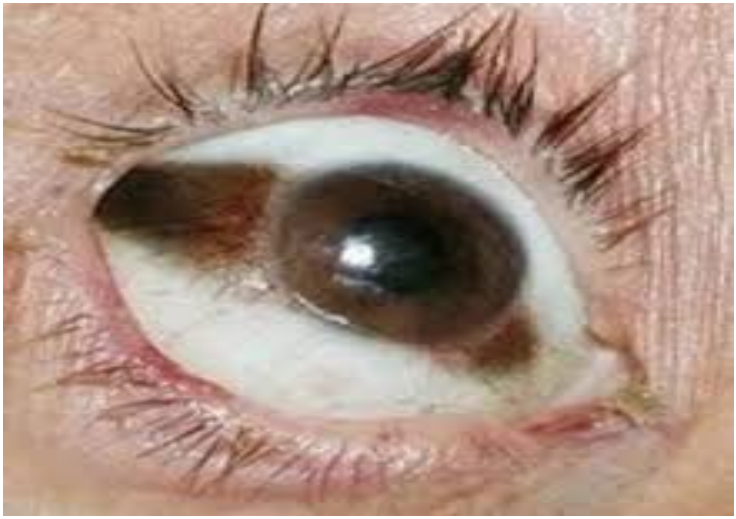
Mancha negra esclerótica desarrollada hasta completar una línea oscura en el ecuador ocular.

Para mantener los ojos cerrados en un cadáver puede recurrirse a varias técnicas, desde el uso de algunos adhesivos hasta el empleo de celulosa en la cara inferior de los párpados, o incluso la realización de suturas intradérmicas.
En el caso de la boca, ésta se cierra tanto para evitar purgas como por motivos estéticos, para presentar un aspecto más natural del fallecido.
Antiguamente el cerrado de la boca se llevaba a cabo mediante vendajes o la aplicación de adhesivos, pero en la actualidad, la técnica más habitual para el cerrado de boca en países europeos es la sutura con hilo, mientras que en Estados Unidos está muy extendido el uso de alambre injertado directamente en el hueso.

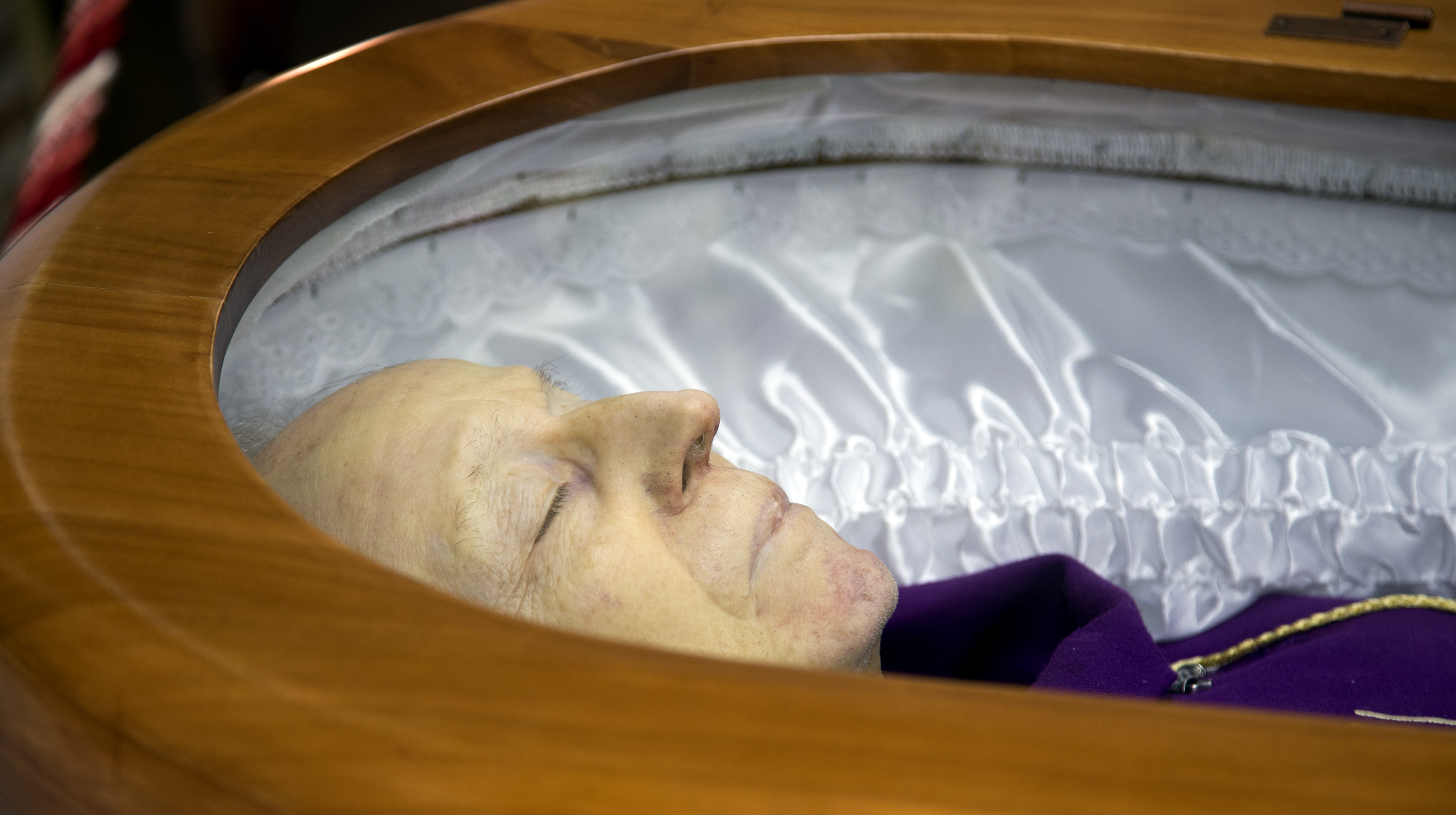
cadáver con ojos y boca cerrados

### Elección de vasos sanguíneos y puntos de incisión
Cuando se va a llevar a cabo un embalsamamiento del cadáver por vía arterial es preciso evaluar el estado del mismo para poder abordar su acceso de la forma más conveniente posible.
Durante la inspección del cuerpo es necesario evaluar la integridad del sistema circulatorio para asegurar la correcta propagación y difusión de los fluidos de embalsamar.

Es importante la realización de una evaluación de los puntos de incisión para acceder a los vasos, teniendo en cuenta cuestiones tanto prácticas (lograr un acceso en un punto donde una arteria circule próxima a la superficie) como estéticas (evitar incisiones cuya sutura sea visible en un velatorio, por ejemplo).
Los vasos sanguíneos más utilizados para este propósito suelen ser las arterias  carótidas comunes,  femorales y  axilares como vía de inyección, y las venas  yugulares y  femorales como drenaje.

### Selección de químicos de embalsamado
Existen multitud de productos químicos específicos para el embalsamado de cadáveres humanos.
La finalidad principal de estos productos es actuar como biocidas y conservantes, pero hay químicos específicos para otros propósitos.
Generalmente los productos se dividen en:
- Biocidas y conservantes líquidos de aplicación arterial.
- Líquidos para co-inyección junto con los biocidas y conservantes, como humectantes, surfactantes, reguladores de pH, tintes, etc.
- Químicos para tratamiento de cavidades (en forma líquida o polvos).
- Químicos de uso tópico, generalmente en forma de gel.

El principal compuesto utilizado en el embalsamamiento es el formaldehído disuelto en  alcohol metílico (conocido como formol).
El formaldehído actúa sobre los cadáveres a nivel molecular, interaccionando con las proteínas de los tejidos y produciendo un efecto conservante y biocida.
Otros químicos habituales son:

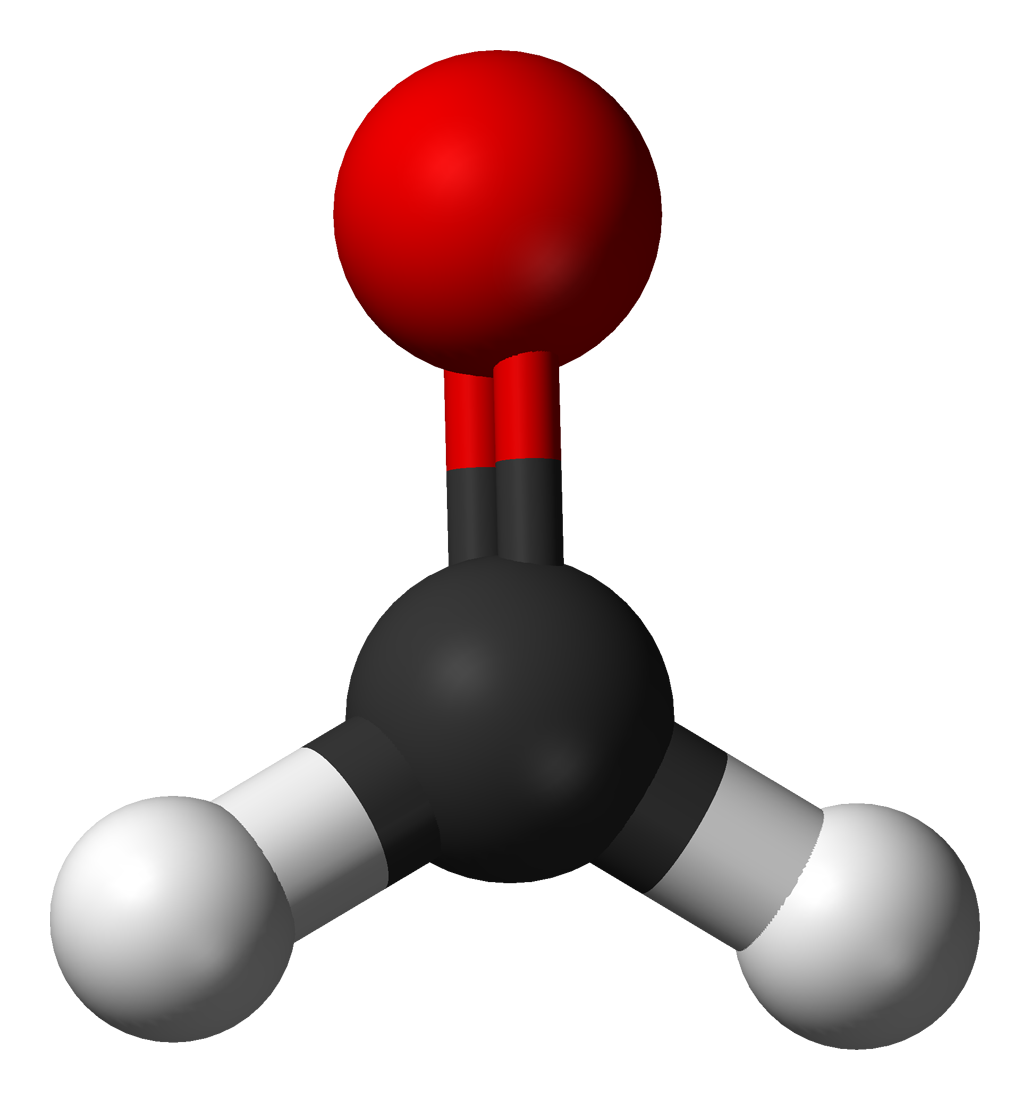
Molécula de formaldeído.

- fenol, utilizado como desinfectante y germicida.
- glicerol como humectante, disolvente o lubricante.
- alcohol metílico como disolvente y anti-polimerizante del fromaldehído en el formol.
- alcohol etílico como disolvente, desinfectante, conservante y anti-congelante.
- glicol de etileno como humectante.
- cresoles como antisépticos y germicidas de baja toxicidad y poco efecto cáustico.
- glutaraldehído como conservante con propiedades similares al formaldehído.
- metanol como disolvente.
- alcohol isopropílico como desinfectante general.
- ácido salicílico como desecante.
- derivados del cyanocrilato como selladores.
- EDTA
- lanolina  como base para reconstrucciones.

El profesional tanatopractor debe conocer las características y usos de cada uno de ellos para poder utilizar en cada caso los químicos más adecuados para lograr los objetivos deseados.

### Inyección de químicos y monitorización del proceso
La inyección de químicos en el cadáver se realiza por vía arterial, y su eliminación es por vía venosa, siguiendo el flujo ordinario de la sangre en el sistema circulatorio.
No todas las técnicas de embalsamado requieren el uso de drenaje venoso, como por ejemplo, para la preparación de cadáveres cuyo destino final sea el estudio de la anatomía.
Una vez seleccionados los vasos sanguíneos apropiados para el caso, se practica la correspondiente incisión que permita aflorarlos utilizando instrumental como los ganchos de aneurisma y separadores.
Tras esto, se realiza una pequeña incisión en la arteria, sin llegar a seccionarla, que permita la introducción de una cánula para la inyección del líquido.
Mediante una bomba se introduce el químico en el sistema circulatorio. En la actualidad existen máquinas específicas para este propósito, que permiten regular tanto el caudal del líquido a inyectar como su presión.
Durante el proceso de inyección es importante que el profesional tanatopractor monitorice constantemente el flujo de inyección y el cuerpo inyectado para poder garantizar una correcta propagación y difusión de los químicos, evitando cualquier tipo de problema.
Para asegurar una correcta propagación y difusión de los fluidos de embalsamar se "deshace" el rigor mortis (si éste estuviese presente) mediante la aplicación de masajes y la flexión y extensión de las articulaciones, especialmente de las extremidades, el cuello y la mandíbula.

### Sutura de incisiones
Todas las incisiones que presente un cadáver deben ser debidamente suturadas para evitar salida de líquidos del mismo. Esto incluye la sutura de heridas tanto ante-mortem como post-mortem.
Se procura siempre que las suturas sean impermeables y si quedan expuestas a la vista, además, que sean lo más disimuladas posible.
Los profesionales tanatopractores deben conocer diferentes técnicas de sutura para poder aplicar la más adecuada en cada caso.
Estas técnicas son las mismas que las empleadas en las  suturas quirúrgicas.

### Aplicación de técnicas post-embalsamado
Dependiendo del estado del fallecido y los deseos de los familiares, el profesional tanatopractor debe evaluar la aplicación de diferentes técnicas que se aplican tras el embalsamado, como:
- Reducción de fracturas.
- Reparación de tejidos blandos.
- Reconstrucciones óseas.
- Restauración capilar.
- Cirugía sub-tisular.
- Modelado de características faciales ausentes por traumatismos.
- Arreglos dentales.

### Vestido del cuerpo
Cuando se va a velar un cadáver es habitual que éste se vista de alguna forma.
Dependiendo de su cultura, tradiciones familiares, deseos propios o de sus familiares, la vestimenta de un fallecido varía desde el uso de simples sudarios, el amortajamiento, el uso de ropa de calle, hábitos religiosos o uniformes.

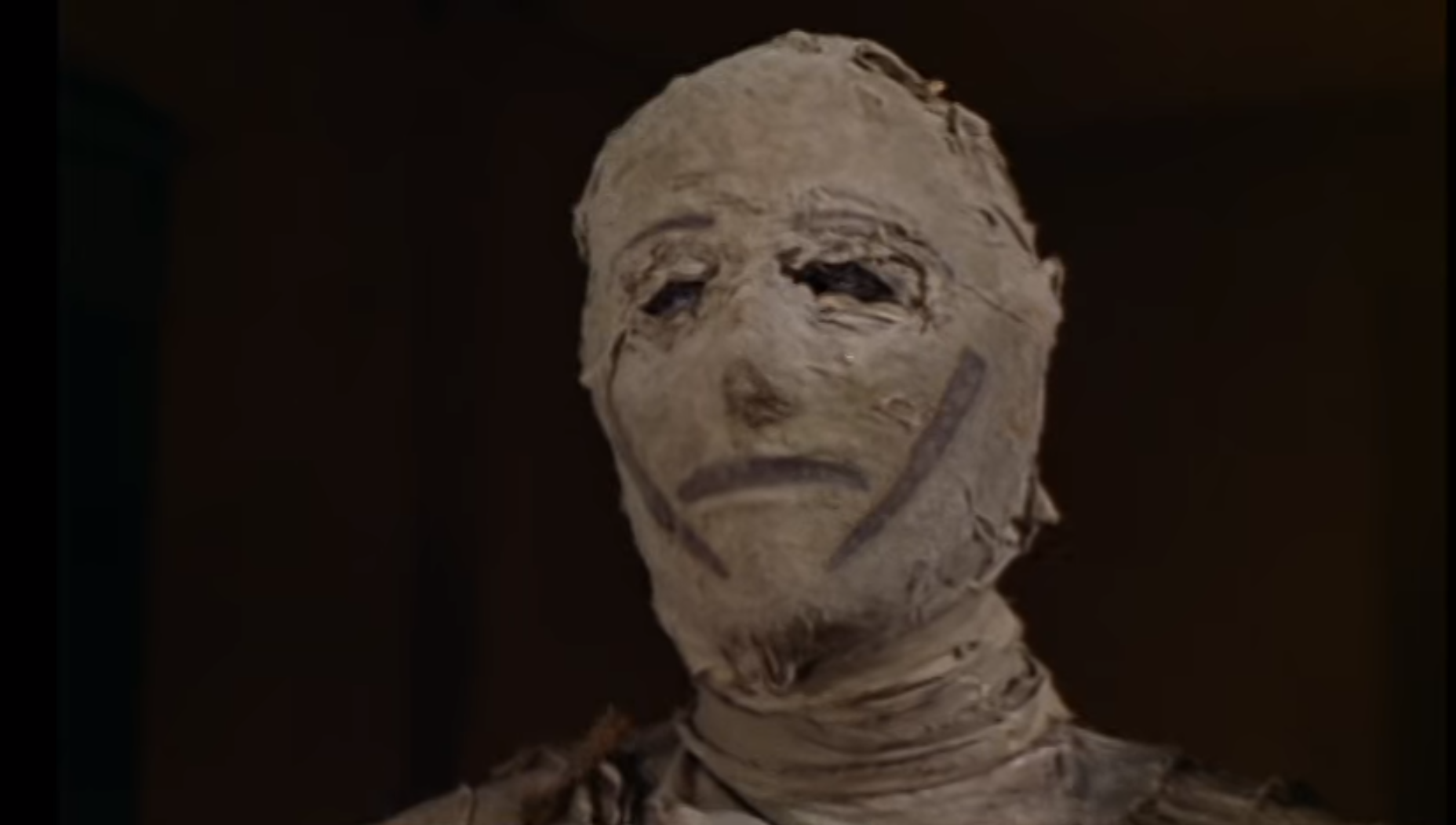
Antiguo cadáver amortajado

### Enferetrado (en España)
En España es obligatorio  que los fallecidos sean trasladados hasta su destino final en un féretro. La regulación de este punto se desarrolla en los diferentes reglamentos autonómicos de Sanidad Mortuoria [cita requerida].
Existen diferentes tipos de féretros, que deben cumplir con la normativa  UNE 190001:
- Féretros comunes.
- Féretros para traslados.

En el caso de las incineraciones, estos féretros deben cumplir una serie de requisitos medioambientales para poder ser incinerados.

### Presentación final
En el caso de que el cadáver vaya a ser expuesto en un velatorio, éste debe cumplir con los requisitos de los reglamentos de sanidad mortuoria y con los deseos de los familiares.

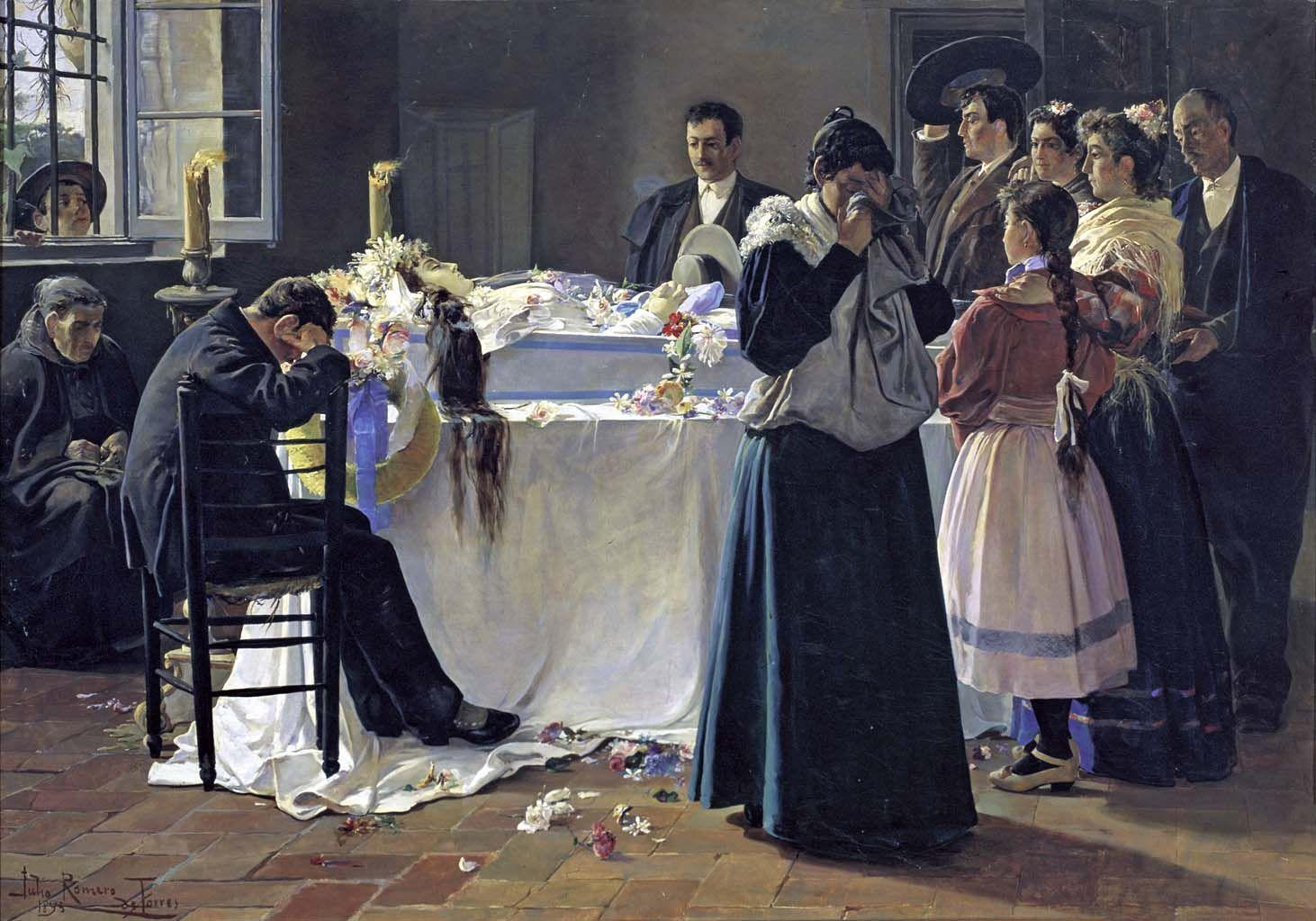
Velatorio

La presentación final del fallecido incluye aspectos como la iluminación, el uso de catafalcos, orientación del féretro, control de temperatura y decoración floral del túmulo o la correcta colocación de símbolos religiosos.